# 华菱精工
宣城市华菱精工科技股份有限公司（英語：Xuancheng Valin Precision Technology Co.,Ltd.；上交所：603356，简称：华菱精工），是中国上海证券交易所的一家上市公司，主要从事电梯类、机械式停车设备类、风电类等配件产品的研发、生产和销售。
公司成立于2005年9月，由自然人黄业华和自然人蒋小明共同出资设立。2014年整体变更为股份有限公司。2018年1月24日，在上海证券交易所上市交易。
2022年，公司实现营业收入17.53亿元，同比下降21.53%；实现净利润-947.62万元，同比盈转亏。